# Johann Kobor
Johann Kobor (* 2. August 1882 als Johann Liebentritt in Oberrabnitz; † 14. Mai 1958 in Frauenkirchen) war ein österreichischer Gastwirt, Kinobesitzer und Politiker. Kobor war verheiratet und von 1934 bis 1938 Abgeordneter zum Burgenländischen Landtag.
Johann Kobor wurde als Sohn der Hausfrau Katharina Liebentritt aus Oberrabnitz geboren. Er besuchte die Volksschule, war als Kellner tätig und wurde nach seiner Heirat Gastwirt, wobei er 1912 seinen Familiennamen auf „Kobor“ ändern ließ. Er nahm dabei den Namen seiner Gattin Paula Kobor an. Kobor betrieb in Frauenkirchen ein Gasthaus und ein Kino und wurde 1952 zum Kommerzialrat ernannt. 
Kobor war zwischen 1923 und 1927, zwischen 1929 und 1931 sowie zwischen 1954 und 1958 Bürgermeister von Frauenkirchen. Des Weiteren war er ab 1932 Mitglied des Parteigerichtes der Christlichsozialen Partei im Burgenland und ab 1937 Kammerrat der Burgenländischen Handels- und Gewerbekammer. Kobor war zwischen dem 11. November 1934 und dem 12. März 1938 Vertreter des „Gewerbes“ im Burgenländischen Landtag während des Austrofaschismus. 